# Самано-и-Урибарри, Хуан Хосе де
Хуан Хосе Франсиско де Самано-и-Урибарри де Ребольар-и-Масорра (исп. Juan José Francisco de Sámano y Uribarri de Rebollar y Mazorra, 1753—1821) — испанский военный и колониальный администратор, последний реальный вице-король Новой Гранады.

## Биография
Происходил из семьи с военными традициями. В 1771 году стал кадетом, в 1779 году получил звание лейтенанта. Пять лет был профессором математики в военной академии в Барселоне.
В 1780 году отправился в Индии, где сначала служил на Пуэрто-Рико, потом на Кубе, и в итоге — в Картахене-де-Индиас. В 1785 году вернулся в Европу. В 1789 году был произведён в капитаны, участвовал в войнах против революционной Франции под командованием генерала Вентуры Каро.
В 1794 году по собственному желанию был вновь переведён в Новую Гранаду. В 1806 году был губернатором Риоачи, где отбил британское нападение. В 1809 году вместе с 30 кавалеристами отправился из Риоачи в Боготу, где пошёл добровольцем к вице-королю Амар-и-Борбону для борьбы против повстанцев.
В момент провозглашения независимости Новой Гранады 20 июля 1810 года Хуан Хосе де Самано находился в Боготе в качестве полковника во главе Вспомогательного батальона. 21 июля он сдал командование и вернулся в Испанию.
Из Испании Самано был вновь отправлен в Америку, где регион, подчинённый Королевской аудиенсии Кито 11 октября 1811 года также провозгласил независимость и образовал Государство Кито. В составе королевских войск он участвовал в разгроме повстанцев, после чего этот регион стал базой для наступления на Новую Гранаду с юга. В 1813 году губернатор Торибио Монтес поставил Самано во главе войск, наступающих на север. 1 июля 1813 года Самано взял Попаян и был произведён в бригадные генералы. Однако затем он потерпел поражение от Антонио Нариньо и бежал в Пасто, где был вынужден сдать командование Мельчору де Аймеричу.
После возвращения в Кито Самано был поставлен во главе новой экспедиции в Новую Гранаду и 29 июня 1816 года одержал решающую победу при Эль-Тамбо над силами Либорио Мехии. 1 июля 1816 года его войска вновь вошли в Попаян.
После производства в маршалы Пабло Морильо сделал Самано генерал-комендантом Новой Гранады. 23 октября 1816 года Самано прибыл в Боготу и, не дожидаясь одобрения от вице-короля Франсиско Монтальвы, развернул репрессии против повстанцев, учредив Постоянный Военный Совет (уполномоченный выносить повстанцам смертные приговоры), Совет по Чисткам (уполномоченный судить повстанцев, не заслуживающих смертного приговора) и Совет по Конфискациям (уполномоченный изымать имущество тех, кто скомпрометировал себя участием в восстании).
В августе 1817 года Самано был назначен вице-королём восстановленного вице-королевства Новая Гранада. 9 марта 1818 года он официально принял дела у Франсиско Монтальвы и вступил в должность.
9 август 1819 года в Боготу пришли известия о разгроме местных войск в сражении при Бояке. Самано бежал в Картахену, которая, однако, отказалась признать его власть (режим репрессий сделал его очень непопулярным). Он отплыл на Ямайку, однако затем вернулся в Панаму (входившую тогда в состав Новой Гранады), где, не имея ни военной, ни административной власти, скончался, ожидая разрешения вернуться в Испанию.